# Pornic
Pornic är en kommun i departementet Loire-Atlantique i regionen Pays de la Loire i nordvästra Frankrike. Kommunen ligger i kantonen Pornic som tillhör arrondissementet Saint-Nazaire. År 2022 hade Pornic 18 382 invånare.

## Befolkningsutveckling
Antalet invånare i kommunen Pornic
| Referens: INSEE |